# Parlamentsvalget i Ukraine 2014
Parlamentsvalget i Ukraine 2014 fandt sted den 26. oktober 2014. Det er et ekstraordinært valg (ordinært valg var planlagt i 2017), igangsat af præsident Petro Porosjenko den 25. august 2014.

## Baggrund
Porosjenko havde allerede i maj 2014 (efter præsidentvalget) tilkendegivet behov for at gennemføre et parlamentsvalg hurtigere end det ordinære valgtidspunkt. På grund af Ruslands annektering af Krim og den igangværende krig i Donetsområdet stod det på forhånd klart, at ikke alle indbyggere i Ukraine ville kunne deltage i valget. Den 2. september 2014 erklærede Ukraines valgkommission, at de 10 valgdistrikter på Krim ikke ville kunne gennemføre valget,
hvilket svarer til at 5 mio af de over 36 1/2 mio stemmeberettigede ukrainere ikke kunne stemme modsvarende omkring en syvendedel af de stemmeberettigede. Separatisterne bekendtgjorde, at de ville gennemføre egne valg i de af dem kontrollerede områder weekenden efter det ukrainske parlamentsvalg, og på Krim gennemførtes lokalt parlamentsvalg af de russiske besættelsesmyndigheder den 14. september.
Parlamentet har hidtil haft 450 medlemmer, men annekteringen af Krim indebar, at der nu ville blive 26 ubesatte pladser. 225 medlemmer skulle vælges ved stemmer på partierne, 199 som mandater i enkeltmandskredse.

## Valgets gennemførelse
Alle ukrainske medborgere på mindst 18 år havde stemmeret ved valget, hvor alle partier med en stemmeandel på mindst 5 % ville få pladser i parlamentet, Verkhovna Rada. Valgkampagnen startede den 28. august 2014, 60 dage før valgdagen.
Ifølge meningsmålinger forud for valget førte Petro Porosjenkos blok og samarbejdspartiet UDAR med cirka 40 %. En række partier – inklusive Fædrelandsforbundet, Svoboda, Det Radikale parti, Medborgerpositionen og Folkefronten – havde en tilslutning på cirka 10 %, mens mindre opbakning blev givet til de tidligere store partier Regionernes Parti og Ukraines Kommunistiske Parti.
Trusler tvang flere af kandidaterne til at indstille deres valgkampagner og undlade at afholde valgmøder. En kandidat fra Folkefronten blev i oktober beskudt uden for sit hjem i Boryspil, men slap uskadt takket være en skudsikker vest. Oppositionspolitikere fra Regionernes parti og kommunistpartiet blev ofre for en "skraldespandskampagne", hvor de i bogstaveligste forstand blev smidt i skraldecontainere. Flere topkandidater måtte afbryde deres offentlige kampagner på grund af dødstrusler, blandt dem lederen af Det Radikale parti, Oleh Ljasjko, som kun kunne føre valgkamp på tv.
I enkeltmandskredse kandiderede pengestærke personer, og allerede inden valgets afslutning var der igangsat 178 retsprocesser med anklage om brud på valgloven med mistanke om korruption.

## Resultatet
Foreløbige optællinger af stemmerne viste følgende udfald:
- Folkefronten, ledet af den hidtidige statsminister Arsenij Jatsenjuk - 21,6%
- Petro Porosjenkos blok, ledet af præsident Petro Porosjenko - 21,4%
- Samopomitš (Selvhjælp) ledet af Lvivs borgmester Andri Sadovi - 11,2%
- Oppositionsblokken, ledet af tidligere energiminister Juri Boiko - 9,9%
- Det Radikale parti, ledet af Oleh Ljaško - 7,4%
- Batkivštšina (Fædrelandsforbundet), ledet af Julia Timosjenko - 5,7%

Disse partier overgik spærregrænsen.
- Svoboda, ledet af Oleh Tjahnibok - 4,7%
- Kommunistpartiet, ledet af Petro Simonenko - 4%
- andre - i alt 14,1%

I alt deltog 29 partier.
Valgresultaterne viste, at Folkefronten havde vundet i den vestlige del af Ukraine, Petro Porosenkos Blok i det centrale Ukraine og Oppositionsblokken i det østligste Ukraine (i Donetsk fik det 38% af stemmerne, i Luhansk 34% af stemmerne).

## Observationer af valget
OSCEs Kontor for demokratiske institutioner og menneskerettigheder (ODIHR) observerede valget sammen med OSCE's Parlamentær forsamling, Europarådets Parlamentær forsamling, Europaparlamentet og NATO's parlamentær forsamling med sammenlagt over 930 observatører fra 43 lande. I forhold til tidligere valg i landets nyere historie blev dette betragtet som et fremskridt og et reelt valg mellem politisk forskellige partier og en generel respekt for grundlæggende friheder. "Mens selve stemmeafgivningen og i et mindre omfang optællingen blev vurderet positivt af de internationale valgobservatører, blev der set alvorlige problemer med tabuleringen i visse valgkredse, herunder tilfælde af manipulation med resultaterne."